# 51 Andromedae
51 Andromedae, indicata anche come Upsilon Persei (υ Persei / υ Per) e Nembus, è una stella gigante arancione di magnitudine 3,57 situata nella costellazione di Andromeda. Dista 173 anni luce dal sistema solare. Nella nomenclatura di Bayer l'astronomo tedesco l'aveva chiamata Upsilon Persei, mentre in seguito John Flamsteed la reinserì nella costellazione di Andromeda con il numero 51 nel suo catalogo.

## Osservazione
Si tratta di una stella situata nell'emisfero celeste boreale. La sua posizione è fortemente boreale e ciò comporta che la stella sia osservabile prevalentemente dall'emisfero nord, dove si presenta circumpolare anche da gran parte delle regioni temperate; dall'emisfero sud la sua visibilità è invece limitata alle regioni temperate inferiori e alla fascia tropicale. Essendo di magnitudine 3,6, la si può osservare anche dai piccoli centri urbani senza difficoltà, sebbene un cielo non eccessivamente inquinato sia maggiormente indicato per la sua individuazione.
Il periodo migliore per la sua osservazione nel cielo serale ricade nei mesi compresi fra settembre e febbraio; nell'emisfero nord è visibile anche per un periodo maggiore, grazie alla declinazione boreale della stella, mentre nell'emisfero sud può essere osservata solo durante i mesi della tarda primavera e inizio estate australi.

## Caratteristiche fisiche
La stella è una gigante arancione di tipo spettrale K3III; è 160 volte più luminosa del Sole, con un raggio 23 volte maggiore. La massa della stella è 2,3 volte quella solare mentre la sua magnitudine assoluta è di -0,06.
La sua velocità radiale positiva indica che la stella si sta allontanando dal sistema solare.